# Julia Knight
Pour les articles homonymes, voir Knight.
Julia Knight (née Frandsen) est une mathématicienne américaine spécialisée en logique mathématique, professeure de mathématiques à l'université Notre-Dame-du-Lac.

## Biographie
Knight est originaire de Logan dans l'Utah. Elle a étudié à l'université d'État de l'Utah, où elle obtient son diplôme de Bachelor en 1964 puis son doctorat en 1972, à l'université de Californie à Berkeley, sous la supervision de Robert Lawson Vaught avec une thèse intitulée Some Problems in Model Theory. Elle est, depuis 1977, professeure à l'université Notre-Dame-du-Lac. Elle est titulaire de la chaire Charles L. Huisking de mathématiques.
Knight traite de théorie des modèles et de théorie de la calculabilité.
Elle est mariée depuis 1967 avec William Knight, professeur d'informatique à l'université d'Indiana, à South Bend et ils ont un fils.

## Prix et distinctions
En 2014, elle est sélectionnée comme Gödel Lecturer, puis en 2015 Tarski Lecturer. En 2012, elle est membre de l'American Mathematical Society.

## Publications
- avec Christopher John Ash: Computable structures and the hyperarithmetical hierarchy, Studies in Logic and the Foundations of Mathematics, no 144, North-Holland 2000.